# Joseph-Antoine Ferdinand Plateau
Joseph-Antoine Ferdinand Plateau (Bruselas, Bélgica, 14 de octubre de 1801 - Gante, Bélgica, 15 de septiembre de 1883) fue un físico belga que definió en 1829 el principio de la persistencia de la visión. En 1832 inventó el fenaquistoscopio, uno de los precursores del cinematógrafo. Llevó a cabo investigaciones sobre la capilaridad entre láminas delgadas líquidas y en 1861 demostró que las superficies resultantes son mínimas. La generalización de estos resultados la enunció mediante las leyes de Plateau.
El problema en matemática de obtener la superficie que contiene a una curva cerrada dada en el espacio, tal que el área abarcada por la curva sea mínima, es conocido como problema de Plateau en su honor.

## Biografía

### Infancia y juventud
Hijo de un pintor de flores, Joseph Plateau recibe una educación artística y desarrolla un interés por las ciencias naturales durante sus estancias en el castillo de Marche-les-Dames, donde visita las forjas de su tío abuelo y caza mariposas. La madre de Plateau fallece cuando éste tiene 13 años.
Plateau inicia sus estudios en la Academia de Diseño de Bruselas, ya que su padre se empeña en que siga sus pasos como artista. Al año, éste fallece, hecho que impresiona a Plateau profundamente. El abogado Thirion, su tío materno, se hace cargo de él y sus dos hermanas. El interés de Plateau por la física aumenta y pronto organiza veladas donde se hacen experimentos con instrumentos construidos por él que impresionan a los asistentes.
Entre 1817 y 1822 Joseph Plateau asiste a clase en el colegio "Atheneum" en Bruselas. Uno de sus maestros (entre 1819 y 1822) es Adolphe Quetelet (1796-1874), por quien Plateau guardará gran estima durante toda su vida y con quien mantendrá una abundante correspondencia. Quetelet es el fundador de la publicación periódica "Correspondance mathématique et physique" y muchos de los trabajos más relevantes de Plateau verán la luz en sus páginas.
En 1827 se convierte en profesor de matemática en el colegio "Atheneum" de Bruselas.
En 1828 estuvo mirando al Sol durante 25 s seguidos en un experimento con autoimágenes y pierde la visión durante varios días.
En 1829 Joseph Plateau remite el borrador de su tesis doctoral a su mentor Adolphe Quetelet en busca de consejo y orientación. La tesis contiene sólo 27 páginas, pero formula numerosas conclusiones fundamentales. En particular, describe los primeros resultados de su investigación sobre los efectos de los colores en la retina (duración de la impresión, intensidad y color), desarrollos matemáticos acerca de la intersección entre curvas en revolución, la observación de la distorsión de imágenes en movimiento, así como acerca de la reconstrucción de imágenes distorsionadas a través de discos giratorios en sentidos opuestos y superpuestos.
Con este documento Plateau obtiene el doctorado en matemática y física en 1829 en la Universidad de Lieja. Trabaja en Bruselas y enseguida se traslada a Gante, en cuya universidad es nombrado profesor de Física experimental en 1835, impartiendo clases de física y astronomía.

### Ceguera
En 1840, se le diagnosticó una coriorretinitis bilateral. Más tarde se le forman unas cataratas, y entre 1843 y 1844, a la edad de 42 años, perdió la vista. A Plateau con frecuencia se le considera un "mártir por la ciencia". Aunque se pensaba en la asociación entre las lesiones sufridas al observar el Sol directamente en 1828 y la posterior ceguera pareciera natural en su momento, investigaciones recientes cuestionan dicha relación.[cita requerida]
No es posible establecer la fecha exacta de su ceguera. Se trata sin duda de un proceso gradual entre que el propio Plateau, mediante la publicación de dos artículos, describe de un modo científico.[cita requerida]
Tras 40 años de ceguera, aún conservó cierta capacidad visual subjetiva. Para sus experimentos y trabajos de escritorio, contó siempre con la ayuda de colegas y familiares. Su esposa, Fanny Clavareau, le leía a diario las publicaciones y cartas, actuando como secretaria. Es posible que su hermana, Joséphine, dado su talento artístico, haya colaborado con las representaciones gráficas y las ilustraciones.[cita requerida]
Sus colegas, entre los que se incluye al propio Quetelet le ayudan con la realización de experimentos, dejando para la enorme capacidad analítica de Plateau los planteamiento analíticos de los problemas. Su yerno, Gustave Van der Mensbrugghe, lleva a cabo las demostraciones durante las conferencias que Plateau pronuncia en diferentes sociedades y organismos.[cita requerida]

### Muerte
Tras su muerte, fue enterrado en el cementerio de Mariakerke, en Gante, en una ceremonia a la que asistieron numerosas personalidades. No se conserva la tumba en la que fue enterrado.

## Trayectoria científica

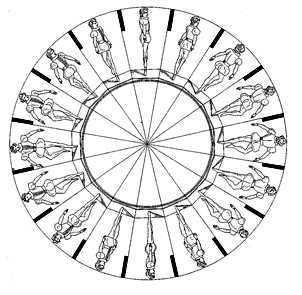
Disco de fenaquistoscopio

Buena parte de sus estudios de fisiología óptica se centraron en la percepción de los colores y en las postimágenes. Plateau definió el principio de la persistencia de los estímulos luminosos en la retina (persistencia de la visión) y determinó que su duración es de una décima de segundo. Este tiempo no es constante, sino que aumenta cuando el ojo está adaptado a la oscuridad; ese es el mecanismo por el cual, a partir de imágenes fijas, percibimos la sensación de movimiento durante la proyección de una película.[cita requerida]
En 1832, Plateau inventó un primitivo dispositivo estroboscópico, el fenaquistiscopio, el primer dispositivo capaz de proporcionar la ilusión de una imagen en movimiento a partir de una secuencia de imágenes fijas. Compuesto de dos discos coaxiales, uno con pequeñas aberturas radiales y equidistantes, a través de las cuales el espectador puede mirar y otro disco conteniendo una secuencia de imágenes fijas impresa. Cuando los dos discos rotan a la velocidad adecuada, la sincronía entre las aberturas y las imágenes crea una ilusión de animación de las imágenes. La proyección de fotografías estroboscópicas, creando la ilusión de movimiento, daría lugar, eventualmente, a la invención del cinematógrafo de los hermanos Lumière.[cita requerida]
Plateau estudió también el fenómeno de la capilaridad En matemáticas, el problema de demostrar la existencia de una superficie de área mínima inscrita entre unos límites dados lleva su nombre en su honor. Para su estudio, llevó a cabo abundantes experimentos acerca de la estructura de las pompas de jabón y enunció las leyes de Plateau que describen estas estructuras desde un punto de vista matemático.[cita requerida]